# ブアンの息子、美声のバレ
『ブアンの息子、美声のバレ』（アイルランド語: Baile Binnbérlach mac Buain）は歴史物語群に分類されるアイルランドの説話。『美声のバレの話』(アイルランド語: Scél Baili Binnbérlaig)とも。
11世紀に成立したと推測される。
MS Harley 5280 を始めとした4冊の写本に所収されて現存する。
後にW・B・イェイツはこの説話から材を取り、『バレとアリン』を詩作した。